# Tazult
Tazult (arab. تازولت) – miasto w północnej Algierii, w prowincji Batina, u podnóża masywu Dżabal al-Auras (fr. Aurès).
Według danych z roku 2008 miasto liczyło 27 493 mieszkańców. 
Położone w pobliżu ruin starożytnego Lambesis, obecnie stanowi z nim administracyjną całość pod nazwą Tazult-Lambessa (fr. Tazoult-Lambèse). Znane z więzienia o zaostrzonym rygorze (dawnej kolonii karnej), założonego jeszcze przez Francuzów w czasach kolonialnych.